# Munididae
Munididae is een familie van kreeftachtigen uit de klasse van de Malacostraca (hogere kreeftachtigen).

## Geslachten
- Agononida Baba & Saint Laurent, 1996
- Anomoeomunida Baba, 1993
- Anoplonida Baba & Saint Laurent, 1996
- Babamunida Cabezas, Macpherson & Machordom, 2008
- Bathymunida Balss, 1914
- Cervimunida Benedict, 1902
- Crosnierita Macpherson, 1998
- Enriquea Baba, 2005
- Hendersonida Cabezas & Macpherson, 2014
- Heteronida Baba & Saint Laurent, 1996
- Munida Leach, 1820
- Neonida Baba & Saint Laurent, 1996
- Onconida Baba & Saint Laurent, 1996
- Paramunida Baba, 1988
- Plesionida Baba & Saint Laurent, 1996
- Pleuroncodes Stimpson, 1860
- Raymunida Macpherson & Machordom, 2000
- Sadayoshia Baba, 1969
- Setanida Macpherson, 2006
- Tasmanida Ahyong, 2007
- Torbenella Baba, 2008